# トーマス・シュタンガッシンガー
トーマス・シュタンガッシンガー（Thomas Stangassinger 1965年9月15日 - ）は、オーストリアザルツブルク州ハライン出身の元アルペンスキー選手。
1984年から2000年までアルペンスキー・ワールドカップに出場し、特に1990年代、アルペンスキーの回転で一線級で活躍した。1991年アルペンスキー世界選手権
で銀メダル、日本の盛岡市で行われた1993年アルペンスキー世界選手権では銅メダルを獲得した。そして最も彼を有名にしているのは1994年のリレハンメルオリンピックで金メダルを獲得したことである。アルベールビルオリンピックでも9位、長野オリンピックでも6位になっている。